# Petäikkösaaret (ö i Norra Savolax, Varkaus, lat 62,26, long 28,32)
Petäikkösaaret är en ö i Finland. Den ligger i sjön Haukivesi och i kommunen Varkaus i den ekonomiska regionen  Varkaus ekonomiska region  och landskapet Norra Savolax, i den sydöstra delen av landet, 290 km nordost om huvudstaden Helsingfors. Öns area är 0,1 hektar och dess största längd är 40 meter i nord-sydlig riktning.  Notera att namnet antyder att det är fråga om flera öar.